# Pavlin Kloštar
Pavlin Kloštar – wieś w Chorwacji, w żupanii bielowarsko-bilogorskiej, w gminie Kapela. W 2011 roku liczyła 152 mieszkańców.